# Onocolus eloaeus
Onocolus eloaeus är en spindelart som beskrevs av Arno Antonio Lise 1980. Onocolus eloaeus ingår i släktet Onocolus och familjen krabbspindlar. Inga underarter finns listade i Catalogue of Life.